# Johannes Gerard van Parijs
Johannes Gerard van Parijs (Lisse, 15 juli 1850 - Onbekend, 1875) was een Nederlands architect. 
Van Parijs werd geboren in Lisse, maar groeide op in Noordwijkerhout. Vanaf 1872 was hij in Leiden gevestigd als architect. Hij was in zijn korte carrière voornamelijk actief in Zuid-Holland en ontwierp onder meer woonhuizen, twee gemeentehuizen en een kerk. Een aantal van zijn bouwwerken zijn als rijksmonument geclassificeerd. Van zijn persoonlijke leven is weinig bekend; hij woonde in 1874 in Bennebroek en overleed in 1875 al op 25-jarige leeftijd.

## Lijst van bouwwerken
- De lijst is mogelijk niet compleet

| Bouw     | Naam                                              | Plaats          | Bijzonderheden                                                                      | Afbeelding |
| -------- | ------------------------------------------------- | --------------- | ----------------------------------------------------------------------------------- | ---------- |
| 1872     | Station voor de stoombootdienst                   | Leiden          | Afgebroken                                                                          |            |
| 1872     | Raadhuis                                          | Hillegom        | Afgebroken in 1961                                                                  |            |
| 1872     | Raadhuis                                          | Wassenaar       |                                                                                     |            |
| 1872     | Pastorie Hervormde Kerk, Voorstraat 47            | Noordwijk       |                                                                                     |            |
| 1873     | Stal, Koetshuis en koetsierswoning "Vredehof"     | Bennebroek      |                                                                                     |            |
| 1873     | Nederlands Hervormde Kerk en pastorie             | Kaag            |                                                                                     |            |
| 1873     | Kerk                                              | Noordwijkerhout | Restauratie bestaande kerk                                                          |            |
| 1873     | Woonhuis                                          | Voorhout        |                                                                                     |            |
| 1873     | Woonhuis, Hoofdstraat 230                         | Sassenheim      |                                                                                     |            |
| 1873     | Engelenbrug over het Mallegat                     | Lisse           | Afgebroken en herbouwd in 1932                                                      |            |
| 1874     | Pastorie Hervormde Kerk                           | Valkenburg      | Verbouwing bestaande pastorie                                                       |            |
| 1874     | Boerenwoonhuis, stal en zomerhuis. Lage Rijnzijde | Aarlanderveen   |                                                                                     |            |
| 1874     | Gemeenteschool                                    | Hillegom        | Door brand verwoest in 1944                                                         |            |
| 1875     | Villa met koetshuis                               | Hillegom        |                                                                                     |            |
| 1875     | Badhotel Konijnenburg                             | Noordwijk       | Afgebroken                                                                          |            |
| 1875     | School en onderwijzerswoning                      | Bennebroek      |                                                                                     |            |
| Onbekend | Woonhuis Voorstraat 56                            | Noordwijk       | Wordt toegeschreven aan Van Parijs wegens uiterlijke overeenkomst met Voorstraat 47 |            |

## Bron
- Noordwijkse Villa's - Badhotel J.G. van Parijs
- A.M. Hulkenberg, Hillegomse Geschiedenissen, Alphen aan den Rijn 1985. pp. 217-219. ISBN 9064711720